# Taxitotak neber
Taxitotak Neber je album Petra Kotvalda vydané roku 2001.

## Seznam skladeb
1. "Milujeme" 5:10
2. "Teď abych stál" 4:29
3. "Taxitotak Neber" 3:18
4. "Má duše nedočkavá" 3:53
5. "Říkanka" 4:55
6. "Blue Deep Sky" 3:53
7. "Náručí" 5:19
8. "Wow" 0:07
9. "Velikej, malej" 3:53
10. "Planety" 3:25
11. "Time" 5:30
12. "Jen mě houpej" 3:12
13. "Covent Garden" 3:56
14. "Mumuland" 3:25